# Carlo Tessarini
Carlo Tessarini (ur. ok. 1690 w Rimini, zm. po 1766 przypuszczalnie w Amsterdamie) – włoski kompozytor i skrzypek.

## Życiorys
Brak informacji na temat wczesnych lat jego życia. Mógł być uczniem Arcangelo Corellego. Działał jako skrzypek i odbywał liczne podróże koncertowe. W latach 1720–1735 był członkiem kapeli bazyliki św. Marka w Wenecji. Od 1735 do 1738 roku przebywał na dworze kardynała Wolfganga Hannibala von Schrattenbacha w Brnie. W latach 1733–1740 i 1750–1757 był członkiem kapeli katedry w Urbino. W styczniu 1740 roku był pierwszym skrzypkiem Teatro Valle w Rzymie, następnie do 1744 roku pełnił funkcję direttore perpetuo Accademia degli Anarconti w Fano. Między 1740 a 1750 rokiem przebywał przez dłuższy czas w Paryżu. Występował w Arnhem i Londynie (1747), Frankfurcie nad Menem (1752), ponownie w Arnhem (1761) i Groningen (1762). Po raz ostatni wystąpił publicznie w grudniu 1766 roku w Arnhem, brak informacji na jego temat po tej dacie.
Pisał wyłącznie muzykę instrumentalną, jego twórczość reprezentuje styl galant. Przez współczesnych ceniony był jako skrzypek-wirtuoz. Skomponował 24 symfonie, 13 koncertów, 50 sonat skrzypcowych, 29 sonat triowych, 12 kwartetów smyczkowych. Sonaty skrzypcowe Tessariniego mają przeważnie 3-częściową budowę. Napisał traktat Gramatica di musica: insegna il modo facile e breve bene imparare di sonae il violino su la parte (Rzym 1741, tłum. angielskie 1765).